# Корняков, Александр Фёдорович
Алекса́ндр Фёдорович Корняко́в (род. 4 февраля 1931 года, СССР) — советский конструктор вооружений, главный конструктор проекта и ответственный исполнитель первого советского 30-мм автоматического станкового гранатомёта АГС-17 «Пламя».

## Биография
Окончил московскую спецшколу ВВС и Рижское Краснознамённое высшее инженерно-авиационное училище ВВС по специальности «инженер-механик по авиационному вооружению» (1955). Некоторое время служил на Курильских островах инженером авиаполка по вооружению.
В 1956 году переведён в ОКБ-16 (ныне КБточмаш им. А. Э. Нудельмана). Работал в должностях от инженера-конструктора до главного конструктора проекта.
Участник создания и непосредственный разработчик многих новых образцов вооружения.
Главный конструктор первого советского автоматического станкового гранатомёта АГС-17 «Пламя», принятого на вооружение в 1971 году.
Получил 98 авторских свидетельств, выданных по тематике КБточмаш.
С 1998 г. на пенсии.